# Danny McGrain
Danny McGrain, eigentlich Daniel Fergus McGrain (* 1. Mai 1950 in Glasgow) ist ein ehemaliger schottischer Profifußballer (Innenverteidiger). Er spielte für Celtic Glasgow.

## Karriere
McGrain begann seine Karriere im Schulfußball. In Glasgow erzählt man sich, dass die Glasgow Rangers ihn dort entdeckten und an ihm interessiert waren, er aber von den Rangers nicht verpflichtet wurde, da sein Name nahelegte, er sei Katholik. McGrain war jedoch Protestant. Auf jeden Fall unterzeichnete McGrain am 13. Mai 1967 nach einem Schulfußballevent in Ibrox bei Celtic Glasgow. Er wurde aber zunächst an Queens´s Park Victoria XI und dann an Maryhill Juniors ausgeliehen, überzeugte dort dann aber so, dass er bald zu Celtic zurückkehrte. Am 26. August 1970 debütierte McGrain für die Profimannschaft von Celtic im League Cup, als er in der 2. Halbzeit eingewechselt wurde. Schon drei Tage später spielte er erstmals von Beginn im Celtic Park.
Bereits 1974 wurde bei McGrain Diabetes diagnostiziert, was ihn aber ebenso wenig wie ein Schädelbruch 1972 davon abhielt, seine Profikarriere fortzusetzen.
Er erspielte sich bei Celtic größten Respekt und absolvierte für Celtic 663 Spiele und steht damit auf Platz 4 der ewige Liste der Einsätze (Stand: 1. Mai 2024). 1977 wurde er Kapitän bei Celtic. McGrain absolvierte außerdem 62 Länderspiele für Schottland und nahm an zwei Weltmeisterschaften teil. 1974 war er Teil der schottischen Mannschaft, die ohne Niederlage nach der Gruppenphase nach Hause fuhr. 1982 war er der Kapitän der schottischen Mannschaft und beendete seine internationale Karriere mit einer Einwechselung im letzten Gruppenspiel gegen die UdSSR. Die Weltmeisterschaft 1978 verpasste McGrain aufgrund einer Verletzung.
McGrain spielte bei Celtic überwiegend als Rechtsverteidiger, konnte aber auch als Linksverteidiger eingesetzt werden. In der Nationalmannschaft absolvierte er rund ein Drittel seiner Spiele als Linksverteidiger.
1987 verließ McGrain Celtic und spielte noch eine Saison bei Hamilton Academical. Nach dem Ende seiner Karriere 1988 trainierte McGrain Mannschaften bei Hamilton, Arbroath und Clydebank. 1997 kehrte er dann zu Celtic Glasgow zurück und gehörte dort überwiegend im Jugendbereich, aber zeitweise auch im Herrenbereich zum Trainerstab.

## Erfolge
- Schottischer Meister (9): 1971, 1972, 1973, 1974, 1977, 1979, 1981, 1982, 1986
- Schottischer Pokalsieger (5): 1974, 1975, 1977, 1980, 1985
- Schottischer Ligapokalsieger (2): 1975, 1983
- WM-Teilnehmer: 1974, 1982
- Schottlands Fußballer des Jahres 1977